# Centris eisenii
Centris eisenii là một loài Hymenoptera trong họ Apidae. Loài này được Fox mô tả khoa học năm 1893.